# Kanupolo-Weltmeisterschaften 2002
Die Kanupolo-Weltmeisterschaften 2002 fanden vom 1. bis 15. September in Essen in Deutschland statt.
In diesem Jahr fand neben dem Damen- und Herrenwettbewerb erstmals auch eine Juniorenweltmeisterschaft (U21) statt.
Die deutschen Damen wurden Weltmeisterinnen in der Besetzung Katja Kraus, Anne Reimers, Tanja Rutzen, Ina Hertramph, Cornelia Sommer, Lena Weinberger, Anke Niesner und Ortrud Kibbel.
Die deutschen Herren konnten sich mit der Mannschaft Hendrik Bretzke, Richard Radloff, Mirko Günther, Matthias Ziebart, Robert Pest, Jens Schlitzer, Björn Zirotzki, Niklas Pechuel-Loesche, Robin Densch und Daniel Globig die Bronze-Medaille sichern.
Im Herrenfinale am 20. September besiegte das Vereinigte Königreich die Niederlande mit 4:2. Bei den Damen gewann Deutschland den Weltmeistertitel durch einen 3:2-Sieg im Finale gegen Frankreich.

## Ergebnisse
| Kategorie  | Gold                   | Silber      | Bronze      |
| ---------- | ---------------------- | ----------- | ----------- |
| Männer     | Vereinigtes Königreich | Niederlande | Deutschland |
| Frauen     | Deutschland            | Frankreich  | Australien  |
| U21 Männer | Deutschland            | Niederlande | Italien     |
| U21 Frauen | Deutschland            | Polen       | Japan       |